# 大塚先儒墓所

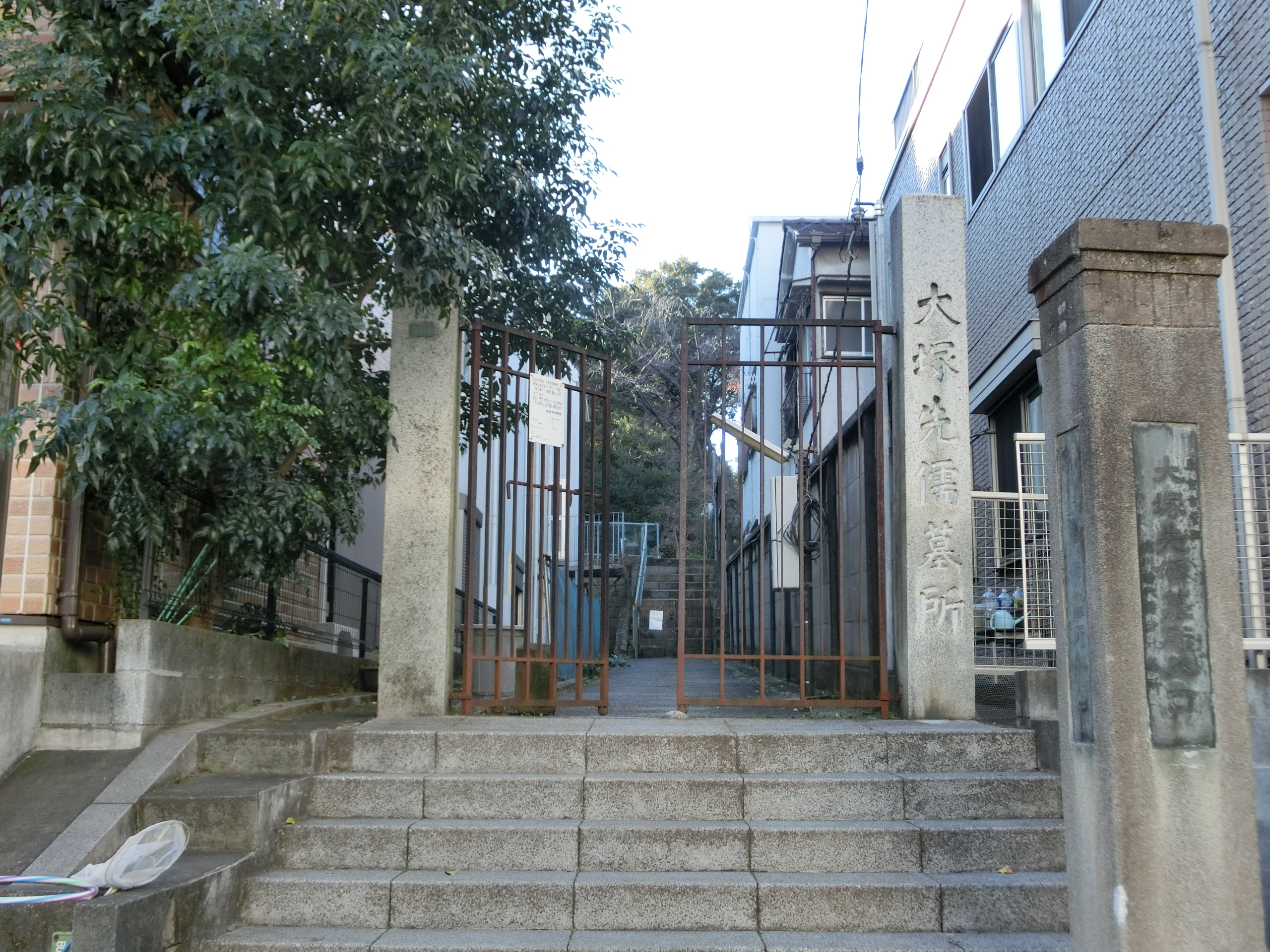
大塚先儒墓所 入口

大塚先儒墓所（おおつか せんじゅ ぼしょ）は、東京都文京区にある墓地。江戸時代の儒学者が儒葬（儒教式の葬式と祭祀）された。

## 概要
文京区大塚五丁目39番地に所在し、豊島岡墓地の北東側に隣接する（ただし、入り口は別である）。もともとこの場所は徳川秀忠と徳川頼房の儒師であった人見道生（人見ト幽軒）の邸宅であった。寛文10年（1670年）に道生が没した際、遺体を邸宅内に葬ったのが儒葬墓地の始まりだとされる。
昭和5年（1930年）以降、東京市（当時）と斯文会とが共同で先儒祭を行っていたが、第二次世界大戦によって中断された。
第二次世界大戦終結後、斯文会によって先儒祭が再開され、以後、毎年挙行されている。
古賀精里、尾藤二洲ら寛政の三博士（寛政の三助）はじめ木下順庵、室鳩巣らの墓がある。墓石は仏式よりもやや細長い「柱」状のものがある。

## 史跡指定
1921年（大正10年）3月3日、国の史跡に指定された。史跡管理団体は東京市（現東京都）であった（同年5月24日）。その後、近隣の吹上稲荷神社（墓地の入り口から50メートルほど南に所在する。）に管理が委託された。

## ギャラリー

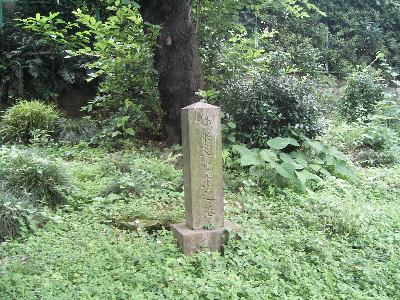
室鳩巣墓
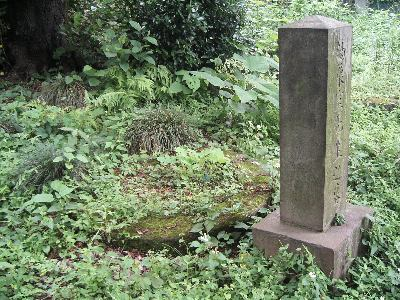
室鳩巣墓
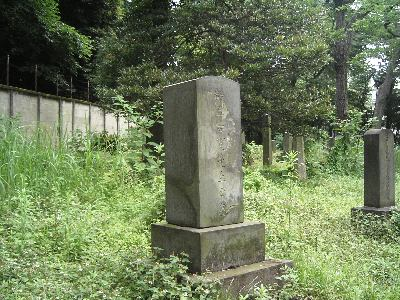
古賀精里墓
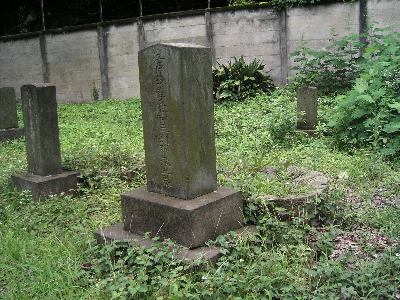
尾藤二洲墓

## 交通
- 東京メトロ有楽町線：「護国寺駅」
- 東京メトロ丸ノ内線：「新大塚駅」